# 606
Năm 606 trong lịch Julius.